# Justicia cufodontii
Justicia cufodontii är en akantusväxtart som först beskrevs av Adriano Fiori, och fick sitt nu gällande namn av Ensermu Kelbessa. Justicia cufodontii ingår i släktet Justicia och familjen akantusväxter. Inga underarter finns listade i Catalogue of Life.